# Route nationale 11 (Argentine)
Pour les articles homonymes, voir Route nationale 11.

La Ruta Nacional 11 est une route d'Argentine qui unit les provinces de Santa Fe, du Chaco et de Formosa. Elle porte le nom de Carretera Juan de Garay, par décret gouvernemental no 25.954/44.
Depuis sa naissance au niveau de l'Avenida de Circunvalación de Rosario, jusqu'à son terme, au Pont international San Ignacio de Loyola, à Clorinda, à la frontière avec le Paraguay, elle parcourt 980 km, totalement asphaltés. Au-delà de Clorinda, elle se prolonge par la route nationale 86 jusqu'à la ville de Tartagal dans le département d'Oran de la province de Salta, ville située sur la nationale 34.